# Eurycotis caraibea
Eurycotis caraibea är en kackerlacksart som först beskrevs av Bolívar 1888.  Eurycotis caraibea ingår i släktet Eurycotis och familjen storkackerlackor.
Artens utbredningsområde är Kuba. Inga underarter finns listade i Catalogue of Life.